# (225076) Vallemare
(225076) Vallemare est un astéroïde de la ceinture principale.

## Description
(225076) Vallemare est un astéroïde de la ceinture principale. Il fut découvert le 8 mai 2007 à Vallemare Borbona à l'Observatoire astronomique de Vallemare di Borbona par Vincenzo Silvano Casulli. Il présente une orbite caractérisée par un demi-grand axe de 3,10 UA, une excentricité de 0,08 et une inclinaison de 11,6° par rapport à l'écliptique.

## Compléments